# Mohamed Benchiha
Mohamed Benchiha (30 ottobre 1961) è un ex giocatore di calcio a 5 algerino.
Utilizzato nel ruolo di giocatore di movimento, ha come massimo riconoscimento in carriera la partecipazione con la Nazionale di calcio a 5 dell'Algeria al FIFA Futsal World Championship 1989 dove la nazionale nordafricana non ha superato il primo turno, affrontando Olanda, Paraguay e Danimarca.